# Blaze (band)

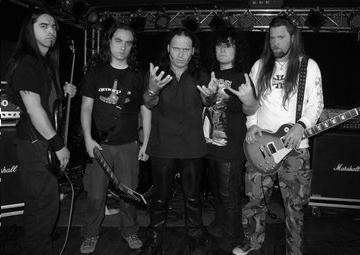
Blaze

Blaze is een Britse heavymetalband opgericht in 1999 door voormalig Wolfsbane- en Iron Maiden-vocalist Blaze Bayley. Blaze heeft tot nog toe 3 studioalbums en 1 livealbum uitgebracht.

## Bandleden
- Blaze Bayley - Zang (1999–heden)
- Thomas Zwijsen Gitaar (december 2011 – heden)
- Andrea Neri - Gitaar (juni 2011 – heden)
- Lehmann (Matteo Grazzini) - Bas (januari 2012–heden)
- Claudio Tirincanti - Drum (april 2010 – heden)

## Discografie

### Studioalbums
- Silicon Messiah (2000)
- Tenth Dimension (2002)
- Blood and Belief (2004)
- The Man Who Would Not Die (2008)
- Promise and Terror (2010)
- The King of Metal (2012)

### Livealbums
- As Live As It Gets (2003)
- Alive in Poland (2007) dvd en dubbel-cd.